# بلولینکس
بلولینکس (انگلیسی: BlueLinx) شرکت عمده‌فروشی آمریکایی است، که در سال ۲۰۰۴ تأسیس شد.